# Maurice Béjart
Maurice Béjart (Maurice-Jean Berger), (Marseille, 1 januari 1927 – Lausanne, 22 november 2007) was een Frans choreograaf.
Op verzoek van een arts begon hij met dansen om zijn gezondheid te verbeteren. Hij stichtte in 1960 het Ballet van de XXste Eeuw in Brussel. Béjart werkte sinds 1987 in het Zwitserse Lausanne als artistiek leider van het 'Béjart Ballet Lausanne'. Zijn bekendste balletten maakte hij op de muziek van Le Sacre du printemps van Igor Stravinski, de Bolero van Maurice Ravel en Roméo et Juliette van Hector Berlioz.
In 1968 was hij, samen met componist Pierre Boulez en regisseur Jean Vilar een van de initiatoren van de bouw van een nieuw operagebouw in Parijs - dit leidde tot de bouw van de Opéra Bastille. In 1974 won Béjart de Erasmusprijs.
Béjarts laatste ballet, "Reis om de wereld in 80 minuten", ging in première een maand na de dood van de choreograaf. Zijn opvolger bij het Ballet Lausanne, Gil Roman, had er de laatste hand aan gelegd.
Béjart was lid van de Franse academie voor schone kunsten tot aan zijn dood.